# Inia
Inia es un género de cetáceos odontocetos de la familia Iniidae. Se distribuyen por las cuencas del Amazonas y el Araguaia.

## Especies
Se reconocen 3 especies:
- Inia araguaiaensis
- Inia boliviensis (anteriormente: Inia geoffrensis boliviensis)
- Inia geoffrensis
  - Inia geoffrensis geoffrensis
  - Inia geoffrensis humboldtiana

## Historia Evolutiva
Durante el Mioceno medio, el levantamiento de la Cordillera de los Andes y el hundimiento de las llanuras Suramericanas, permitió la entrada de aguas del océano Atlántico al continente; las cuencas de los ríos Amazonas y Paraná se inundaron de aguas marinas formando mares epicontinentales y generando un sistema estuarino que trajo consigo nuevos recursos alimenticios y de hábitat, que pudieron ser aprovechadas por las poblaciones ancestrales de Inia y Pontoporia hace aproximadamente 15 millones de años.
Durante esta época, las cuencas del Amazonas y del Paraná posiblemente se encontraban conectadas entre sí, formando canales marinos que a finales del Mioceno tardío desaparecieron y causaron la separación de las cuencas debido al levantamiento continental; esta separación ocasionó el aislamiento de las poblaciones ancestrales de Inia en la cuenca del Amazonas (Norte de Suramérica) y las poblaciones de Pontoporia en la cuenca del Paraná (Sur de Suramérica) hace 11,97 millones de años.
El género Inia a su vez se separó en dos poblaciones hace aproximadamente 2,87 millones de años, debido a la formación de los rápidos Madeira-Marmoré, afluentes principales del sur del Río Amazonas, dando origen a las actuales especies Inia boliviensis e Inia geoffrensis; esta última con dos subespecies separadas geográficamente dado el levantamiento de la cordillera del Mérida hace 5 - 3,4 millones de años; la especie que para entonces habitaba las cuencas del Amazonas y el Orinoco, quedó separada en dos cuencas que se cree tienen conectividad por el canal del Casiquiare, conectando así, la parte alta del Río Negro (afluente del río Amazonas) con el Orinoco dando lugar a dos subespecies, Inia geoffrensis geoffrensis en el Amazonas e Inia geoffrensis humboldtiana en el Orinoco.
Por análisis moleculares en el año 2014, se describió una nueva especie del género Inia en Sudamérica, Inia araguaiaensis; se encuentra distribuida en la cuenca del Araguaia-Tocantins en Brasil. Se considera que la especie se separó hace 2,07 millones de años de su especie hermana del Amazonas, dada la separación de la cuenca del Araguaia-Tocantins de la cuenca del Amazonas.